# Good Luck, Mr. Gorsky
Good Luck, Mr. Gorsky (deutsch Viel Glück, Herr Gorsky) ist laut einer modernen Sage ein Satz, den der amerikanische Astronaut Neil Armstrong während der Mondlandung am 21. Juli 1969 gesagt hat. Die Geschichte verbreitete sich ab Mitte der 1990er Jahre zunächst als Internet-Hoax, also als eine Art Falschmeldung oder Scherz, fand später aber auch Verbreitung in klassischen Medien.
Laut offiziellem Transkript der Apollo-Mission hat Armstrong diese Worte nicht gesagt. Eric M. Jones, welcher das Transkript veröffentlichte, fügte einen Kommentar hinzu, welchem zufolge Armstrong am 28. November 1995 schrieb, dass der Witz zu jener Zeit schon ein Jahr alt gewesen sei und er selbst ihn zum ersten Mal in Kalifornien vom Komiker Buddy Hackett gehört hätte.
Trotz dieses klaren Dementis von Armstrong wird diese Anekdote immer wieder als wahre Geschichte eingestuft und in zahlreichen Variationen weiterverbreitet. Als Ursache dafür vermuteten einige Kommentatoren, dass die Geschichte in vielen Einzelheiten wie bei den Namen der beteiligten Personen oder den genannten Daten sehr detailliert sei.

## Die angebliche Geschichte

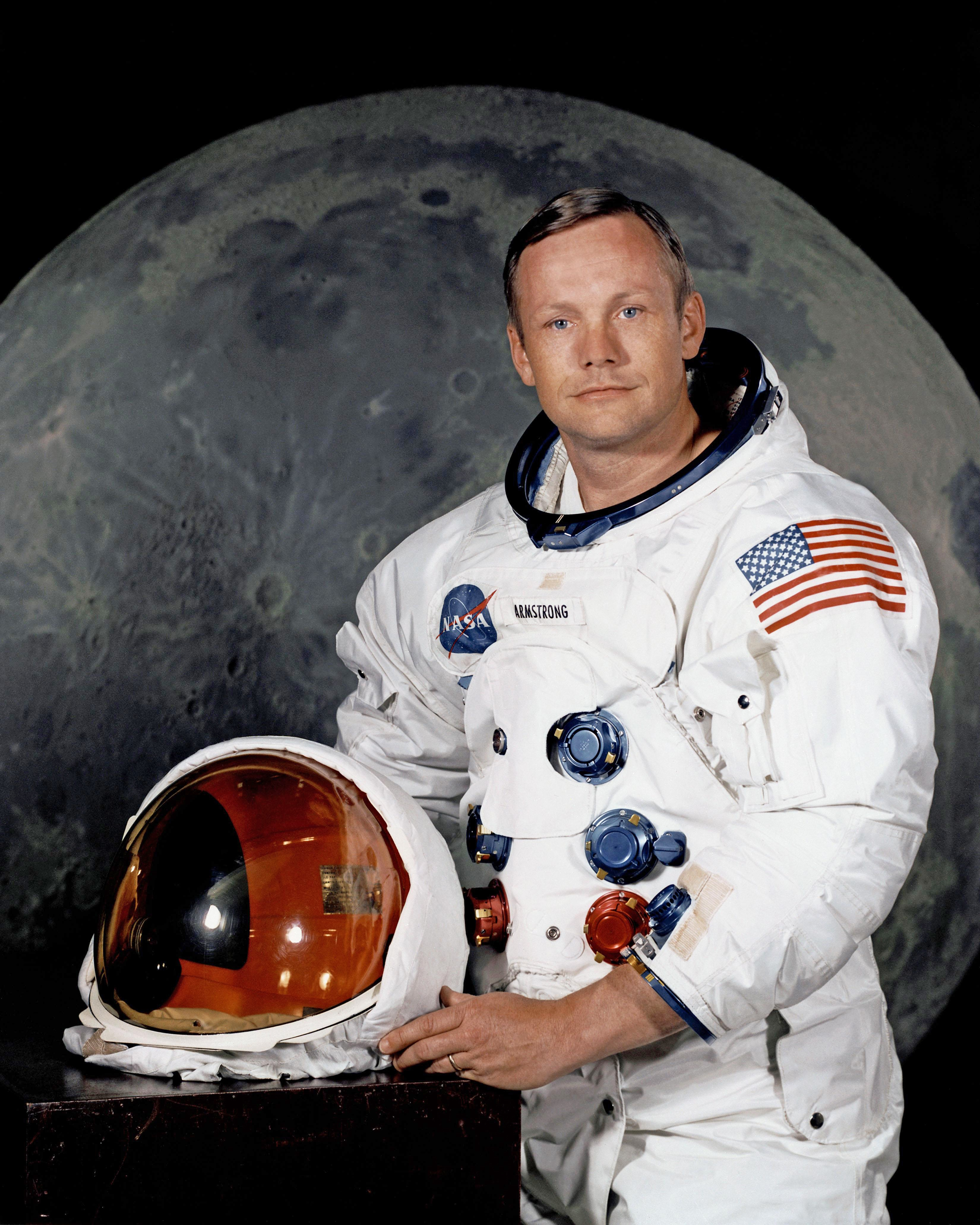
Neil Armstrong (1969)

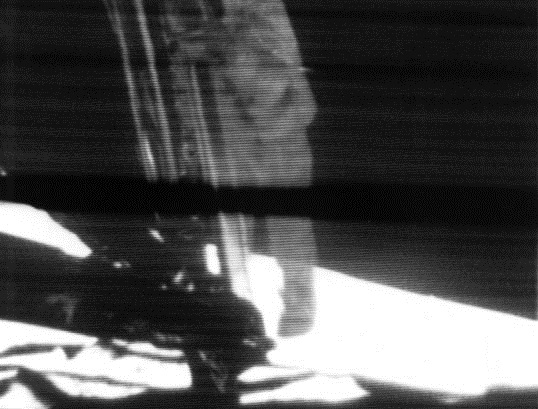
Armstrong betritt als erster Mensch den Mond

Als Teilnehmer der Apollo-11-Raumfahrtmission betrat Armstrong am 21. Juli 1969 um 02:56:20 Uhr (UTC) als erster Mensch die Mondoberfläche. Dabei sprach er seinen berühmt gewordenen Satz:

“That’s one small step for ‹a› man… one… giant leap for mankind!”

„Das ist ein kleiner Schritt für (einen) Menschen… ein… großer Sprung für die Menschheit!“

Nachdem Armstrong nach seinem Mondspaziergang wieder in die Landefähre zurückgekehrt war, sprach er angeblich diesen weiteren Satz, in dem er Mr. Gorsky viel Glück wünschte. Der Geschichte zufolge wusste auch im Mission Control Center der NASA niemand, was der Satz bedeutete. Man vermutete vor dem Hintergrund des Wettlaufs ins All einen kleinen Scherz über einen sowjetischen Kosmonauten. Die Überprüfung zeigte dann jedoch schnell, dass es keinen Kosmonauten dieses Namens gab.
Nach seiner Rückkehr zur Erde sei Armstrong dann immer wieder gefragt worden, was der ominöse Satz zu bedeuten habe. Aber nie gab er eine Antwort auf diese Frage. Erst nach 26 Jahren habe er das Geheimnis während eines Vortrages am 5. Juli 1995 in Tampa (Florida) gelüftet. Nachdem er von einem Reporter erneut auf den Satz angesprochen wurde, soll Armstrong geantwortet haben, dass Herr Gorsky mittlerweile verstorben sei und er die Frage nun beantworten könne. Daraufhin soll der ehemalige Astronaut dem Journalisten die folgende Geschichte berichtet haben:

“When I was a kid, I was playing baseball with my brother in the backyard. He hit a fly ball that landed in front of my neighbors’ bedroom window. The neighbors were Mr. & Mrs. Gorsky. As I leaned down to pick up the ball, I heard Mrs. Gorsky shouting at Mr. Gorsky, ‘Oral sex! Oral sex you want? You’ll get oral sex when the kid next door walks on the moon!’”

„Als ich ein Kind war, spielte ich mit meinem Bruder im Hinterhof Baseball. Er schlug einen weiten Ball, der vor dem Schlafzimmerfenster meiner Nachbarn landete. Die Nachbarn waren Herr und Frau Gorsky. Als ich mich bückte, um den Ball aufzuheben, hörte ich, wie Frau Gorsky ihren Mann anschrie: ‚Oralverkehr! Oralverkehr willst du? Du bekommst deinen Oralverkehr, wenn das Nachbarskind auf dem Mond spaziert!‘“

Es existieren zahlreiche Variationen der Geschichte, in der statt des Bruders ein Jugendfreund Armstrongs den weiten Ball schlägt oder die Nachbarsfamilie statt Gorsky einen anderen Namen wie Seligman, Schultz, Lipinski oder Klein trägt.

## Rezeption und Nachgeschichte
Während der Raumfahrtmission STS-109 funkte Missionsspezialist John Mace Grunsfeld nach Abschluss der Arbeiten am Hubble-Weltraumteleskop den Satz Good Luck Mr. Hubble!
Die norwegische Regisseurin Astrid Aakra drehte 2002 den Kurzfilm Good Luck, Mr. Gorsky! (norwegisch Hell og lykke, Herr Gorsky!), in dem der Vorfall filmisch dargestellt wird.
Auch im Vorspann der Comic-Verfilmung Watchmen – Die Wächter wird der Satz erwähnt. In einer Sequenz, die verschiedene geschichtliche Ereignisse des 20. Jahrhunderts abweichend von tatsächlichen Abläufen darstellt, spricht ein Astronaut während der Mondlandung diesen Satz.
Der Satz ist ebenfalls der Titel verschiedener Musikstücke:
- Sleeper: Good Luck, Mr. Gorsky aus dem Album The It Girl (1996)[8]
- Transglobal Underground: Good Luck Mr. Gorsky aus dem Album Psychic Karaoke (1996)[9]
- Moon: Good Luck Mr. Gorsky aus dem Album Gorsky Park (2007)[10]